# Ready Player One (pel·lícula)
Ready Player One és una pel·lícula nord-americana d'acció i ciència-ficció del 2018, produïda i dirigida per Steven Spielberg i escrita per Zak Penn i Ernest Cline, basada en la novel·la del mateix nom de Cline. La pel·lícula és protagonitzada per Tye Sheridan, Olivia Cooke, Ben Mendelsohn, TJ Miller, Simon Pegg, i Mark Rylance. Ha estat subtitulada al català.
La pel·lícula va rebre crítiques generalment positives, que elogiaven les seves imatges i el seu ritme ràpid, recalcant que millora respecte al llibre, però van criticar la falta de desenvolupament dels personatges i la visió "sorprenentment genial" dels fanàtics de la cultura pop.

## Sinopsi
Segueix els passos del jove Wade Owen Watts, un jugador de l'any 2045 que, com la resta de la humanitat, prefereix el món de realitat virtual OASIS al, cada vegada més ombrívol, món real. En aquest lloc el seu creador va amagar les peces d'un trencaclosques la resolució del qual condueix a una fortuna de mig bilió de dòlars i el control total de l'empresa que manté OASIS. Les claus de l'enigma estan basades en la cultura popular dels 80 i la vida del creador. Durant anys, milions d'humans han intentat trobar-les, sense èxit. Wade aconsegueix resoldre el primer trencaclosques del premi, i, a partir d'aquest moment, competeix contra milers de jugadors i una empresa rival per aconseguir el trofeu.

## Elenc i personatges
- Tye Sheridan com Wade Owen Watts / Parzival[5]
- Olivia Cooke com Samantha Evelyn Cook / Art3mis[6]
- Ben Mendelsohn com Nolan Sorrento[7]
- Mark Rylance com James Donovan Halliday / Anorac[8]
- Simon Pegg com Ogden Morrow[9]
- TJ Miller com i-R0k[10]
- Lena Waithe com Hac / Helen Harris[11]
- Win Morisaki com Toshiro Yoshiaki / Daito[12]
- Philip Zhao com Akihide Karatsu / Shoto[13]
- Ralph Ineson com Rick[14]
- Letitia Wright com Reb

## Producció
El 18 de juny de 2010, es va anunciar que Warner Bros i De Line Pictures havien guanyat la subhasta de Paramount, Fox i Tremp Hill Entertainment sobre els drets cinematogràfics de la novel·la de ciència-ficció Ready Player One d'Ernest Cline, que encara no s'havia publicat. Cline va ser cridat a escriure el guió de la pel·lícula, que produirien Donald de Line i Dan Farah. el 13 de gener de 2012, WB va fitxar Eric Eason per reescriure el guió de Cline. El guionista Zak Penn va ser contractat el 23 de juny de 2014 per reescriure al seu torn els esborranys anteriors de Cline i Eason, mentre que Village Roadshow Pictures es va unir per cofinançar i coproduir la pel·lícula amb WB. Steven Spielberg va signar per dirigir i produir l'adaptació, que seria produïda al seu torn per Kristie Macosko Krieger costat de Line i Farah.

### Càsting
L'1 de setembre de 2015, The Wrap va informar que hi havia tres actrius candidates per al paper de Art3mis: Elle Fanning, Olivia Cooke i Lola Kirke. l'11 de setembre de 2015, The Hollywood Reporter va confirmar que Cooke havia estat seleccionada per al paper femení principal. El 6 de gener de 2016, Ben Mendelsohn va ser contractat en la pel·lícula per a interpretar el paper de dolent com executiu d'una empresa d'internet que compta amb dissenys d'Oasis. Tye Sheridan va ser confirmat pel paper principal de Wade a finals de febrer de 2016. A mitjan març del 2016, Simon Pegg va passar a formar part de l'elenc, amb el paper d'Ogden Morrow, cocreador d'Oasis. Mark Rylance es va unir al repartiment com James Halliday, el creador d'Oasis. L'1 de juny de 2016, TJ Miller va ser contractat per interpretar a un jugador en línia anònim amb nom d'usuari i-R0k. El 24 de juny de 2016, Hannah John-Kamen va ser inclosa en la pel·lícula per a un paper secundari inespecífic. el 5 de juny de 2016, Variety va informar que el cantant i actor japonès Win Morisak interpretaria a Toshiro Yoshiaki, també conegut com a Daito.

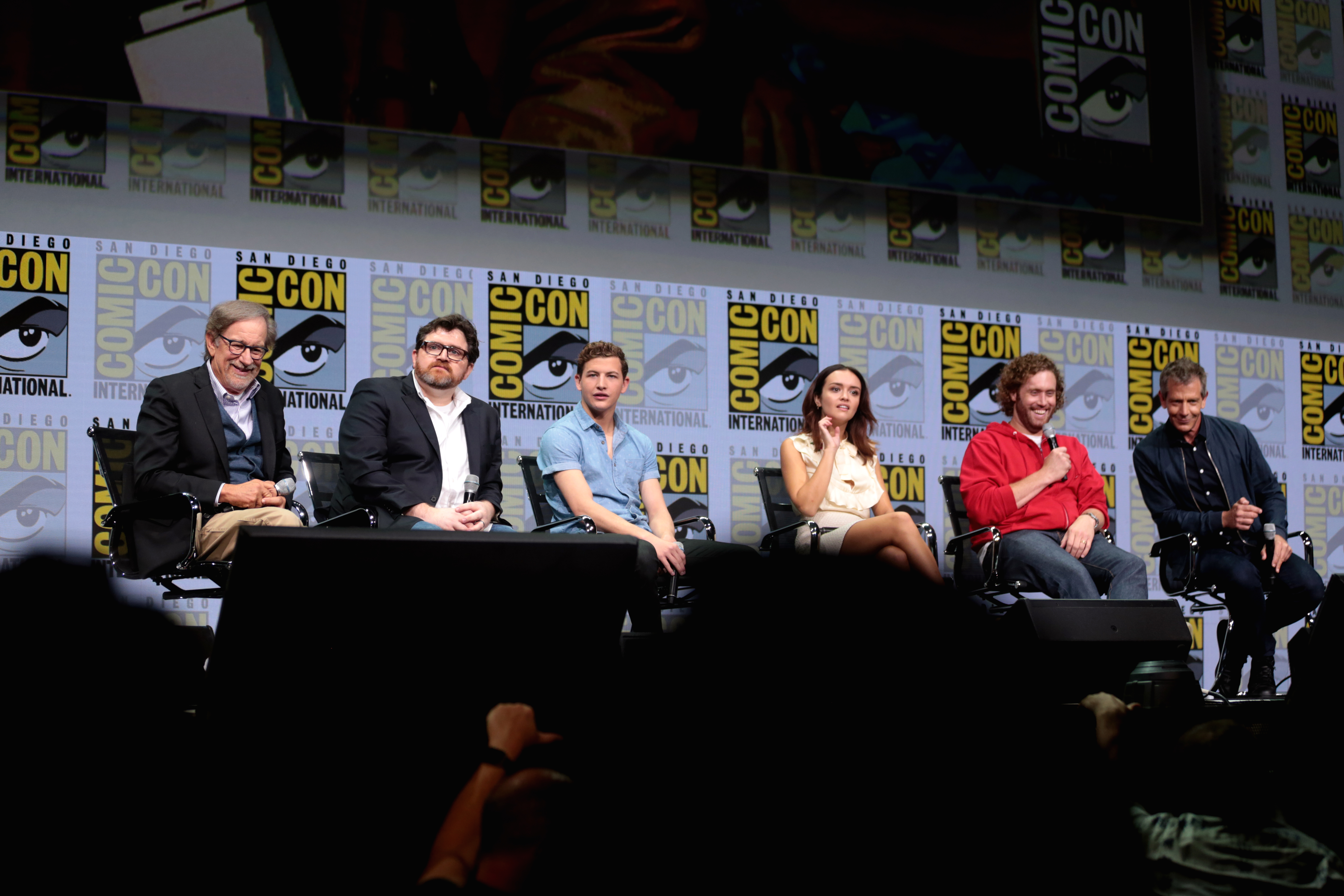
Steven Spielberg i Ernest Cline amb la resta d'actors de Ready Player One a la Convenció Internacional de Còmics de San Diego del 2017.

### Rodatge
La producció va ser programada per començar el juliol de 2016. El guionista Zak Penn l'1 de juliol de 2016 va publicar a Twitter que la primera setmana de rodatge va ser completada. A l'agost i setembre de 2016, el rodatge va tenir lloc a les àrees de Digbeth i Jewellery Quarter de Birmingham, Anglaterra, per a un escenari ubicat en un distòpic i brut Ohio.

### Ulleres de realitat virtual

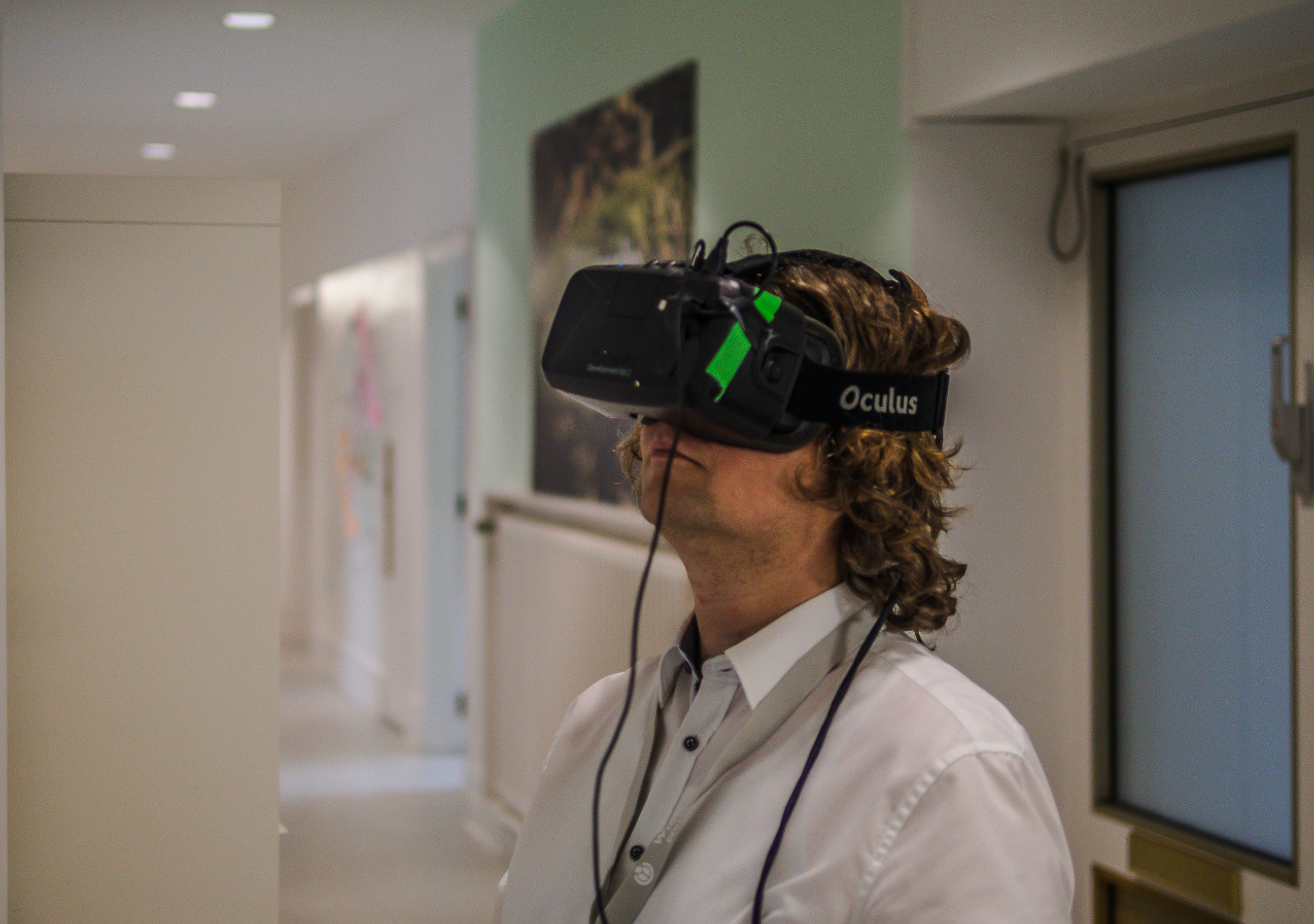
Usuari utilitzant ulleres de realitat virtual

### Vestit hàptic

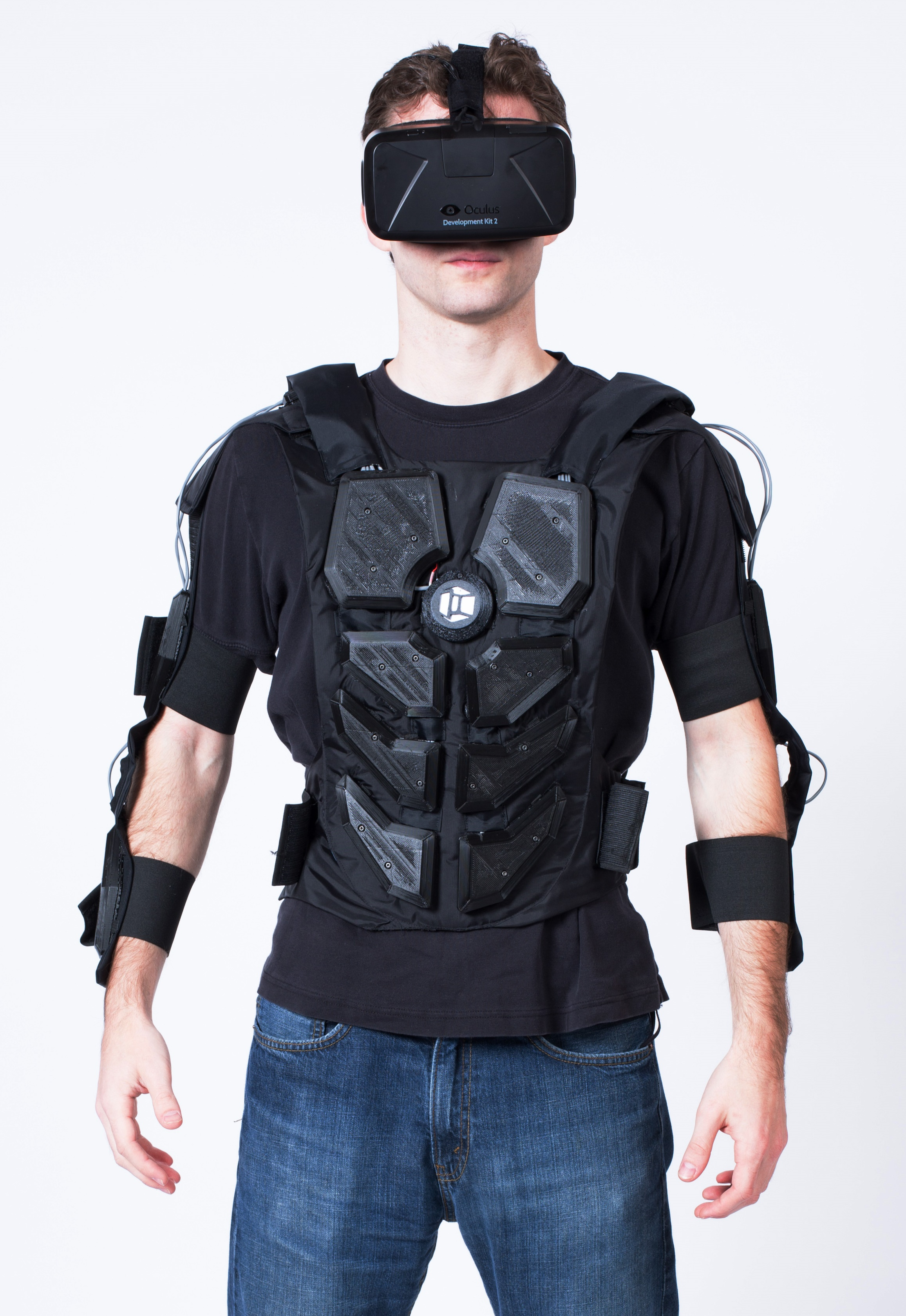
Exemple d'usuari fent ús d'un vestit hàptic, en aquest cas el model NullSpace VR Mark 2 Suit.

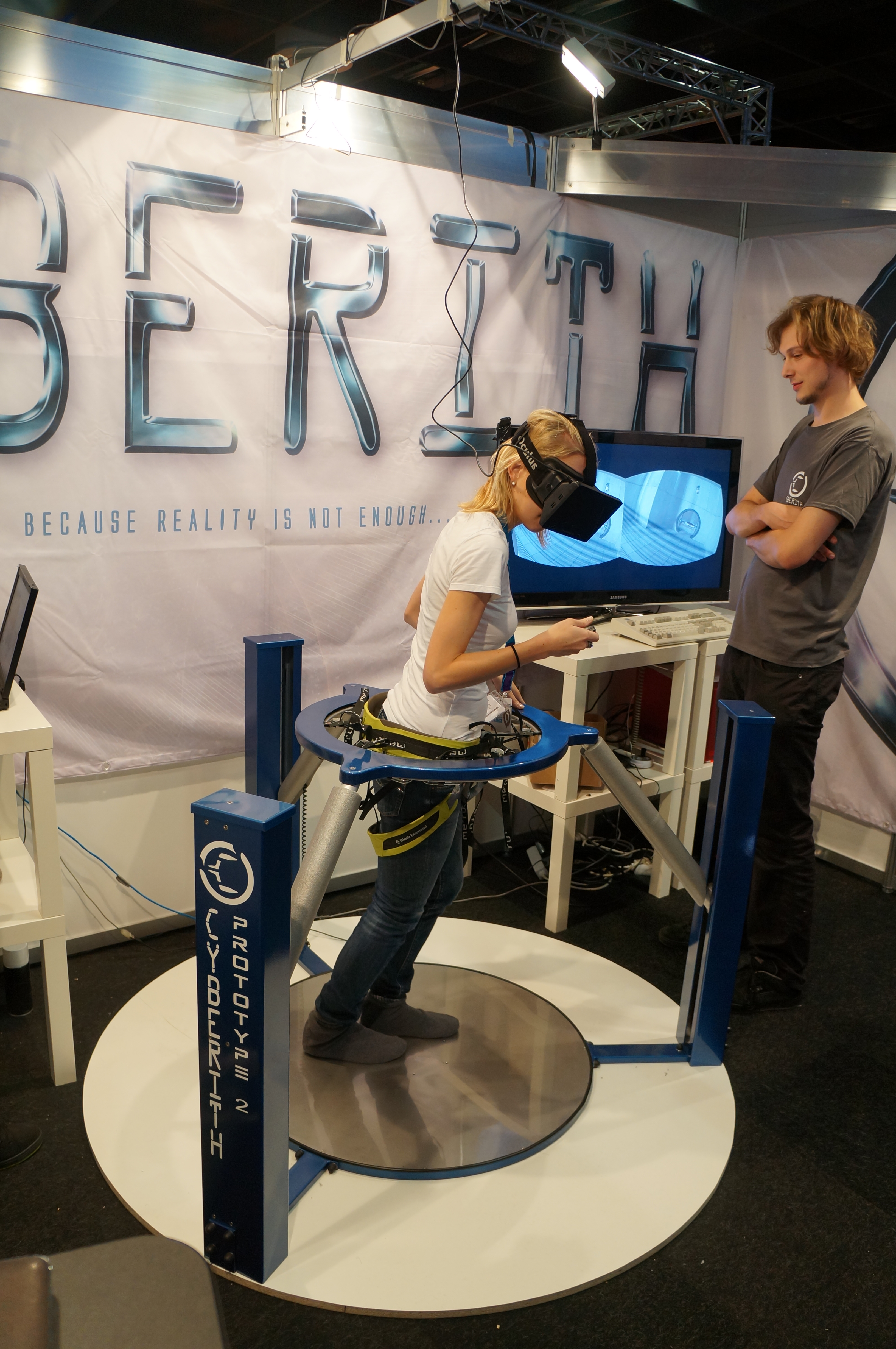
Usuari utilitzant una cinta de córrer omnidireccional, en aquest cas el model Cybertih Virtualize